# Neomys teres
Neomys teres là một loài động vật có vú trong họ Soricidae, bộ Soricomorpha. Loài này được Miller mô tả năm 1908.